# جارو (هفتکل)
جارو، روستایی در دهستان حومه بخش مرکزی شهرستان هفتکل در استان خوزستان ایران است. این روستا، مرکز دهستان حومه است.

## جمعیت
بر پایه سرشماری عمومی نفوس و مسکن در سال ۱۳۹۵، جمعیت این روستا برابر با ۸۳ نفر (۲۱ خانوار) بوده‌است.